# Belén, Nariño
Belén là một khu tự quản thuộc tỉnh Nariño, Colombia. Thủ phủ của khu tự quản Belén đóng tại Belén Khu tự quản Belén có diện tích 45 ki lô mét vuông. Đến thời điểm ngày 28 tháng 5 năm 2005, khu tự quản Belén có dân số 5048 người.